# Metale lekkie
Metale lekkie – określenie metali o gęstości mniejszej niż 4,5 g/cm3. W związku z tym do tej grupy zaliczają się metale z I i II grupy układu okresowego pierwiastków, czyli metale alkaliczne i metale ziem alkalicznych, oraz takie metale jak skand, tytan, itr i glin.
Metale o gęstości większej niż 4,5 g/cm3 określane są jako metale ciężkie.